# Кастеллана-Гротте
Кастеллана-Гротте, Кастеллана-Ґротте (італ. Castellana Grotte) — муніципалітет в Італії, у регіоні Апулія,  метрополійне місто Барі.
Кастеллана-Гротте розташована на відстані близько 410 км на схід від Рима, 37 км на південний схід від Барі.
Населення — 19 675 осіб (2014).
Щорічний фестиваль відбувається 12 січня та l' останньої неділі квітня. Покровитель — San Leone Magno.

## Демографія
Населення за роками:

Станом на 1 січня 2023 року в муніципалітеті офіційно проживали 572 іноземці з 45 країн, серед них 88 громадян країн Євросоюзу та 1 громадянин України.

## Сусідні муніципалітети
- Альберобелло
- Конверсано
- Монополі
- Ночі
- Поліньяно-а-Маре
- Путіньяно